# Megargel (Alabama)
Megargel – jednostka osadnicza w Stanach Zjednoczonych, w stanie Alabama, w hrabstwie Monroe.